# Taal (vulkaan)
De Taal (Filipijns: Bulkang Taal) in de provincie Batangas van de Filipijnen is een van de gevaarlijkste vulkanen van Zuidoost-Azië. Hij ligt in een dichtbevolkt gebied, circa 65 kilometer ten zuiden van de miljoenenstad Manilla op het eiland Luzon.
De Taal is een van de zestien Decade Volcanoes die zijn aangewezen door de IAVCEI in verband met hun geschiedenis van grote uitbarstingen en de nabijgelegen bewoonde gebieden.

## Structuur van de vulkaan
De Taal-caldeira met een diameter van 25 tot 30 kilometer is 500.000 tot 100.000 jaar geleden ontstaan in vier massieve uitbarstingen. Deze caldeira, die een oppervlakte van 234 km² heeft, bevat nu het kratermeer Taalmeer, dat blauwgroen van kleur is, en maximaal 76 meter diep.
In het meer ligt het Vulkaaneiland waarin de latere uitbarstingen plaatsvonden. Het eiland met een hoogte tot 311 meter heeft een oppervlakte van ongeveer 23 km². Dit is een steile, kegelvormige vulkaan die is samengesteld uit dun, fijn stof, met een diepe wijde krater, met een diameter van 2 km. Ook deze krater bevat een kratermeer, Main Crater Lake. In dit meer ligt een eilandje, Vulcan Point. Tijdens de vulkaanuitbarsting van januari 2020 is dit binnenmeer bijna geheel verdwenen.

## Historische uitbarstingen
Van deze vulkaan zijn sinds 1572 35 uitbarstingen bekend, waarbij veel slachtoffers gevallen zijn. De grootste uitbarsting vond plaats in 1911 toen meer dan 1.300 mensen omkwamen. Sindsdien had het kratermeer zijn recente vorm.

## Uitbarsting 2020
Tussen 1977 en 2020 waren er geen uitbarstingen, maar de vulkaan was vanaf 1991 wel diverse malen onrustig. Op 12 januari 2020 kwam het tot een nieuwe uitbarsting. De uitbarsting werd gevolgd door aardbevingen. Meer dan 45.000 mensen zijn geëvacueerd. Het vliegverkeer van en naar de hoofdstad Manilla, dat ongeveer 65 kilometer ten noorden van de vulkaan ligt, was tijdelijk stilgelegd. Op 18 januari waren er al 160.000 mensen op de vlucht voor de vulkaan.

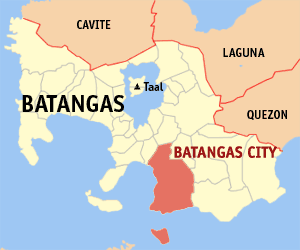
Locatie van de Taal-vulkaan in Batangas.
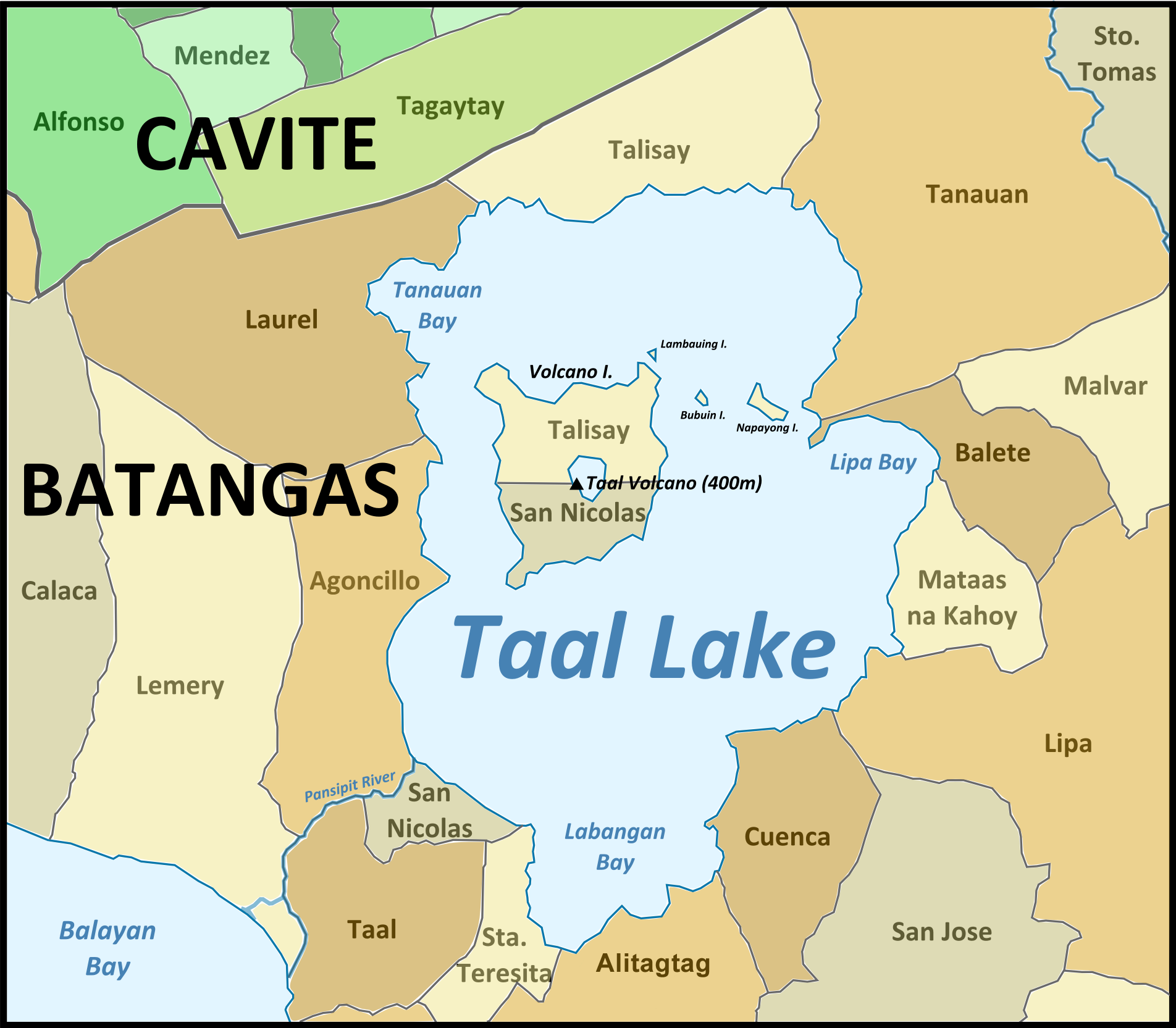
Het Taal-meer met directe omgeving.
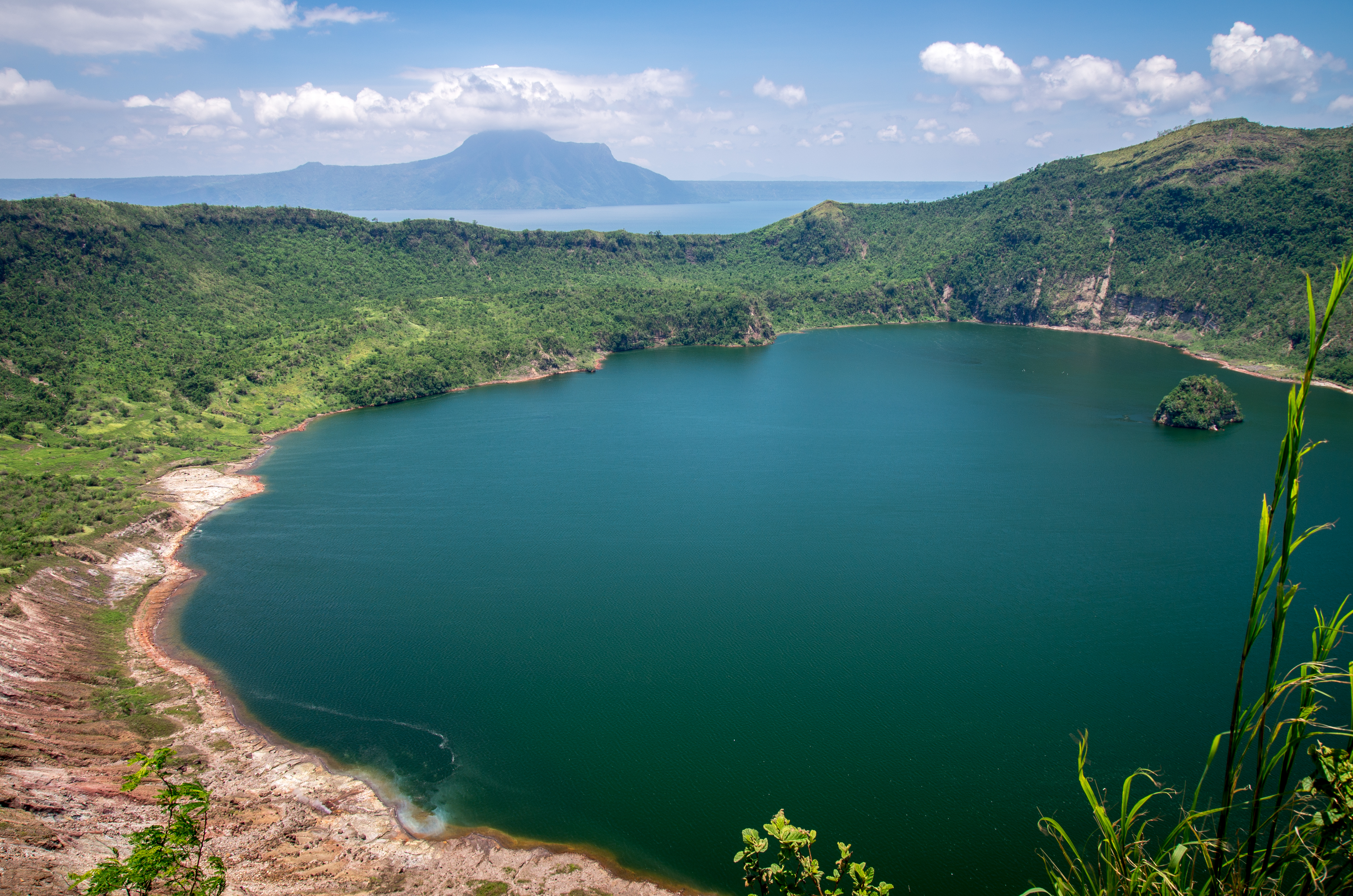
Main Crater Lake met Vulcan Point.

Avatsja · Colima · Etna · Galeras · Mauna Loa · Merapi · Nyiragongo · Mount Rainier · Sakurajima · Santa Maria · Santorini · Taal · El Teide · Ulawun · Unzen · Vesuvius